# 沃爾夫縣 (肯塔基州)
沃爾夫县（英語：Wolfe County）是美國肯塔基州東部的一個縣。面積577平方公里。根据美國2000年人口普查，共有人口7,065人。縣治坎普頓（Campton）。
成立於1860年3月5日。縣名紀念州眾議員、州參議員納瑟內爾·沃爾夫 （Nathaniel Wolfe）。